# Lumineszcencia

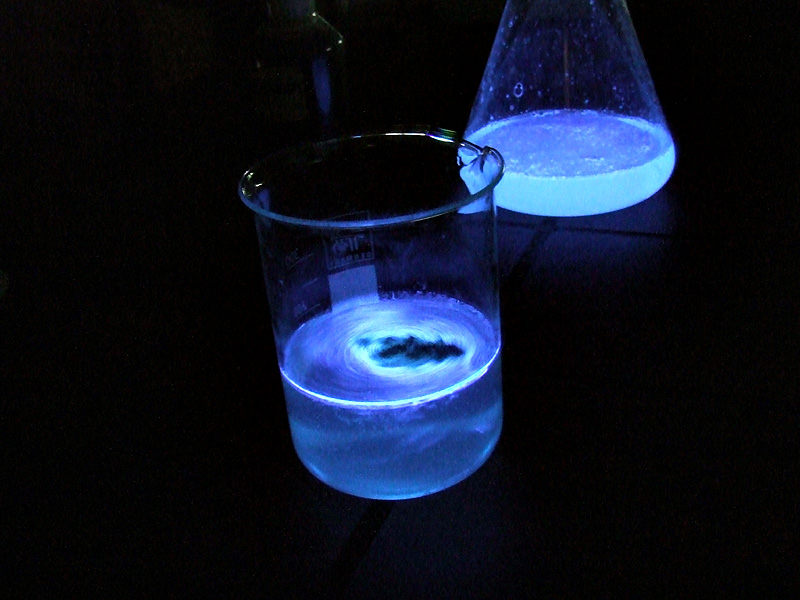
Kemolumineszcencia: luminol és hemoglobin

A lumineszcencia a fény keletkezésének egyik formája.
Különbözik a fénykibocsátás másik formájától a hőmérsékleti sugárzástól, amit minden az abszolút nulla foknál magasabb hőmérsékletű test bocsát ki. Ennek a termikus eredetű elektromágneses sugárzásnak a hőmérséklettől függően lehet a látható fény tartományába eső komponense is.
A nem termikus eredetű fénykibocsátást nevezzük lumineszcenciának.

## Érdekességek
A lumineszcencia kifejezést Eilhard Wiedemann
vezette be 1888-ban a latin lumen (világosság) és -escere (a kezdőigék jele) szóból.
Antoine Henri Becquerel a lumineszcencia sugárzással kapcsolatos kísérletei során – 1896. márciusában – véletlenül fedezte fel a radioaktív sugárzást. Becquerel uránsók lumineszcenciáját vizsgálta, amikor azt tapasztalta, hogy a fiókba helyezett, fekete papírba csomagolt uránsó – tehát fény besugárzás nélkül is – megfeketítette a fényképezőlemezt. Az észlelt sugárzást eleinte röntgensugárzásnak vagy hosszú időtartamú foszforeszkálásnak gondolta. A röntgensugárzást nem sokkal korábban – 1895. novemberében – fedezte fel Wilhelm Conrad Röntgen.
Hosszas kísérletezés után bizonyosodott be, hogy egy új fajta sugárzásról van szó.

## A lumineszcencia folyamata
Egy atomi vagy molekuláris rendszer többféle folyamat – elektromosan töltött részecskékkel való ütközés, kémiai reakció, előzetes fénybesugárzás stb. – következtében kerülhet az energiaállapotát tekintve az alapállapothoz képest magasabb energiájú gerjesztett állapotba. Ebből az állapotból szintén többféle folyamat során juthat vissza az alapállapotba, ezeket szemléletesen illusztrálja a Jablonski-diagram. Lumineszcenciáról beszélünk, ha a két energiaszint közötti energiakülönbséget a rendszer a gerjesztést követően 0,1 ns-nál hosszabb idő múlva foton formájában sugározza ki. Ennél az időnél rövidebb időn belül fényemisszióra vezető folyamatokat összefoglaló néven szórásnak nevezik.
Lumineszcencián belül megkülönböztethetjük a fluoreszcenciát és a foszforeszcenciát.

## A lumineszcencia alkalmazása
A lumineszcencia sugárzás vizsgálata a kvalitatív és kvantitatív spektroszkópiai analízis fontos területe.
A lumineszcencia sugárzás jellemzői – az összintenzitás, a sugárzás hullámhossz szerinti eloszlása, a folyamat időbelisége, a lumineszcencia fény polarizációja, kvantumhatásfoka stb. – az atomok, molekulák energiaszint-rendszerével, tulajdonságaival, annak változásaival kapcsolatosak. A sugárzás tanulmányozása lehetővé teszi a molekulán belüli és a molekulák közötti kölcsönhatások vizsgálatát.
Lumineszkáló anyaggal számos helyen találkozhatunk különféle jelzések formájában (műszerek skálája, biztonsági útjelzők, kezelőszervek stb.)

## A lumineszcencia fajtái
A gerjesztéstől függően a lumineszcencia következő típusai ismertek:
- Biolumineszcencia – élő organizmusoktól eredő fényjelenség
- Kemolumineszcencia – kémiai reakciókból eredő fényjelenség
  - Elektrokémiai lumineszcencia – elektrokémiai reakciókból eredő fényjelenség
- Kristallolumineszcencia – kristályosodáskor keletkező fényjelenség
- Elektrolumineszcencia – áram által okozott fényjelenség
  - Katódlumineszcencia – elektronsugár által létrehozott lumineszkálás
- Mechanolumineszcencia – mechanikai behatás által keletkező lumineszkálás
  - Fraktolumineszcencia – kristályban lévő kötések felbomlásakor
  - Piezolumineszcencia – bizonyos szilárd anyagok nyomásakor keletkező lumineszkálás[4]
  - Tribolumineszcencia – anyagok karcolása, dörzsölése, eltörése során keletkező fényjelenség
- Fotolumineszcencia – fény abszorbeálása után keletkező fénykibocsátás
  - Fluoreszkálás – abszorpció után azonnali fénykibocsátás
  - Foszforeszkálás – abszorpció után késleltetett fénykibocsátás
- Radiolumineszcencia – ionizálás hatására keletkező fénykibocsátás
- Szonolumineszcencia – hang hatására folyadékban keletkező fény
- Termolumineszcencia – hő hatására keletkező fény az abszorbeált fényből
- Cserenkov-sugárzás – gyorsuló töltések elektromágneses sugárzást bocsátanak ki, melynek van látható fény része is.